# 新晨動力
新晨中國動力控股有限公司，簡稱新晨中國動力控股、新晨中國動力，以及新晨動力（英語：XINCHEN CHINA POWER HOLDINGS LIMITED，港交所：1148），於1998年在四川設立「綿陽新晨動力機械有限公司」。
其後在2013年春天，華晨中國汽車控股有限公司分拆聯營企業上市，在3月13日於港交所主板上市。招股價為2.8港元，全球發行為313,400,000股，集資額為9億港元。
董事長為吳小安。業務在內地經營開發、生產及銷售輕型汽油及柴油機。
總部位於中國四川省綿陽市涪城區劍門路西段228號，以及香港干諾道中8號遮打大廈1602–05室。

## 連結
- xinchenpower.com （页面存档备份，存于）